# Aeroporto di Artigas
L'Aeroporto Internazionale di Artigas (IATA: ATI, ICAO: SUAG) è un aeroporto situato a 2 km dalla città uruguaiana di Artigas.
Si trova nel dipartimento di Artigas ed è utilizzato principalmente per voli interni o come punto di scalo. Vi operava regolarmente la compagnia aerea Pluna prima della sua liquidazione nel 2012.

## Statistiche
Nel 2021 ha operato 450 voli militari o sanitari, 207 voli nazionali e 15 internazionali, per un totale di 1706 passeggeri transitati.

## Incidenti
Il 10 febbraio 1978, un Douglas C-47 Dakota/Skytrain della TAMU con a bordo civili diretto verso Montevideo si è schiantato pochi secondi dopo il decollo dalla pista dell'aeroporto di Artigas; tutte le persone a bordo (6 membri dell'equipaggio e 38 passeggeri) sono morte a seguito dell'incidente, rendendo questo evento la peggior tragedia nella storia dell'aviazione uruguaiana. Si tratta inoltre del secondo peggior incidente al mondo che ha visto coinvolto un velivolo DC-3.